# 신코시가야역
신코시가야역(일본어: 新越谷駅, しんこしがやえき)은 일본 사이타마현 고시가야시에 있는 도부 철도 이세사키 선의 역이다. 역 번호는 TS 20이다.

## 역사
- 1973년 4월 1일: 일본국유철도(국철) 무사시노 선 후추혼마치역 ~ 신마쓰도역 구간 개통으로 미나미코시가야역이 설치됨.
- 1974년 7월 23일: 도부 철도에 의한 신코시가야 역(당역)이 개업하고 미나미코시가야 역과의 환승 기능을 하게 됨.
- 1987년 11월: 가모 ~ 기타코시가야 역 구간을 고가 복복선화하여 사이타마 현의 도시 계획 사업 계획 결정.
- 1989년 7월: 도시 계획에 근거하여 고가 복복선화 공사 착공.
- 1993년 10월 8일: 하행 승강장 고가화. 에스컬레이터 2기 가동 개시.
- 1994년 12월 3일: 서쪽의 에스컬레이터 2기 가동 개시.
- 1995년
  - 1월 21일: 개찰 외 에스컬레이터 2기 가동 개시.
  - 9월 23일: 하행 승강장의 엘리베이터 1기와 개찰 외의 엘리베이터 1개 공용 개시.
- 1996년 7월 26일: 상행 승강장 고가화. 엘리베이터 1기와 에스컬레이터 2기가 가동 개시.
- 1997년
  - 3월 24일: 히가시구치의 에스컬레이터 2기 가동 개시.
  - 3월 25일: 고시가야 역 이남의 고가 복복선화 완료에 따른 다이아 개정으로 본 역은 준급 정차역으로 본 역 이남만을 빠르게 운행하는 구간 준급이 신설됨.
- 1998년 3월 26일: 5층짜리 신역사가 준공하고 역 빌딩 VARIE 개업.
- 2003년 3월 19일: 제도고속도교통영단(현, 도쿄 지하철) 한조몬 선 직통 열차(통근 준급 및 구간 준급)운행 및 정차 개시.
- 2006년 3월 18일: 다이아 개정으로 준급과 구간 준급(오시아게 행 및 한조몬 선 직통), 통근 준급의 명칭이 변경되어 구간 급행・준급행・급행 정차역이 됨.
- 2010년 12월 20일: 발차 멜로디 도입.
- 2012년 3월 17일: TS 20의 역 번호 설정[1].
- 2013년 2월: 발차표 업데이트 접근 벨 도입.

또한, 신코시가야 역의 이웃역에서 1.0km 아사쿠사 방향(남쪽)에 있는 가모 역은 1899년 12월 20일의 개통 시부터 1908년 12월 25일 이전까지는 현재지보다 1.2km 가스카베 방향(북쪽)에 설치되어 현재의 신코시가야 역에 지극히 가까운 위치에서 영업하였다. 그러므로, 현재의 신코시가야 역 주변 지구에서는 66년의 공백 후에 도부 철도 역이 다시 설치된 것이 된다.

## 역 구조
섬식 승강장 2면 6선의 고가역이다. 이 중에서 외측 2선은 통과선이다. 상행 통과선이 1번 선, 하행 통과선이 6번 선에 해당되며, 역 번호는 2번 선에 부여되어 있다. 돗쿄다이가쿠마에 방향의 상하 완행선 사이에는 입환선이 들어서게 되고 다케노쓰카 역에 서는 일부 열차가 당역까지 회송하고, 본 입환선으로 회차된다. 지상역 시절에는 하행선이 섬식 승강장 2면 3선의 구조에서 대피선은 상하행 공용 중간선이었다.
상행 통과선의 바깥(동쪽)쪽에는 보수 기계(열차 등)의 차고가 있다. 차고에서 철길은 상행 통과선으로 이어진다. 또, 아사쿠사 방향에는 상행 급행선에서 상행 완행선으로 이어지는 있는 단락선이 있지만 승월 분기기를 사용하고 있는 관계로 보수 기계용이다.

### 승강장
아래 표의 노선명은 여객 안내 상의 명칭("도부 스카이트리 라인"은 애칭)으로 표기하고 있다.
| 번호 | 노선                 | 방향 | 궤도   | 행선                                                                                             |
| ---- | -------------------- | ---- | ------ | ------------------------------------------------------------------------------------------------ |
| 1    | 도부 스카이트리 라인 | 상행 | 급행선 | 기타센주・도쿄 스카이트리・아사쿠사・ 한조몬 선 시부야・ 도큐 덴엔토시 선 주오린칸 방면          |
| 2    | 도부 스카이트리 라인 | 상행 | 완행선 | 돗쿄다이가쿠마에 <소카마쓰바라>・기타센주・도쿄 스카이트리・아사쿠사・ 히비야 선 나카메구로 방면 |
| 3    | 도부 스카이트리 라인 | 하행 | 완행선 | 기타코시가야・기타카스카베・도부 도부쓰코엔・ 닛코 선 미나미쿠리하시 방면                        |
| 4    | 도부 스카이트리 라인 | 하행 | 급행선 | 가스카베・도부 도부쓰코엔・ 이세사키 선 구키・ 닛코 선 미나미쿠리하시 방면                       |

## 역 주변
무사시노 선의 교차점이고 이 곳에 역이 개통하요 교통의 요지로 번창하고, 이세사키 선의 복복선화 후는 더 큰 상업 시설이 급속히 축적했다. 또한, 주위의 주택지 개발도 진행되는 한편, 이들도 승하차 인원 증가의 한 요인이다.
- 동일본여객철도(JR 동일본) 무사시노 선 미나미코시가야역
- 고시가야 화물 터미널 역
- 고시가야 시청 남부 출장소
- 고시가야 시 고시가야 커뮤니티 센터(고시가야 선시티)
  - 선시티 홀
  - 고시가야 시 도서관 남부 도서실
- 고시가야 시 미나미코시가야 지구 센터
  - 미나미코시가야 공민관 "팔레트"
- 고시가야 시 남부 정수장
- 고시가야 경찰서 미나미코시가야 역전 파출소
- 일본우정 그룹 사업소
- 신코시가야 우체국
- 미나미코시가야 우체국
- 고시가야 야나기다 우체국
- 고시가야 노보리토 우체국
- 군마 은행 고시가야 지점
- 신코시가야 우아리에(역 빌딩)
- 이온 미나미코시가야점(구, 다이에)
- 피아 시티 고시가야(가스미 미나미코시가야점)
- 마쓰다 렌터카 신코시가야 역점
- 돗쿄 의과 대학 고시가야 병원
- 미나미코시가야 병원
- 고시가야 동물 애호 병원
- 신코시가야 병원
- CAD제도 전문학교
- 고시가야 시립 후지 중학교
- 고시가야 시립 미나미코시가야 초등학교
- 사이타마 동맹 단기 대학
- 고시가야 시 과학 기술 체험 센터 미라클
- 고시가야 시립 노보리토 어린이집

## 사진

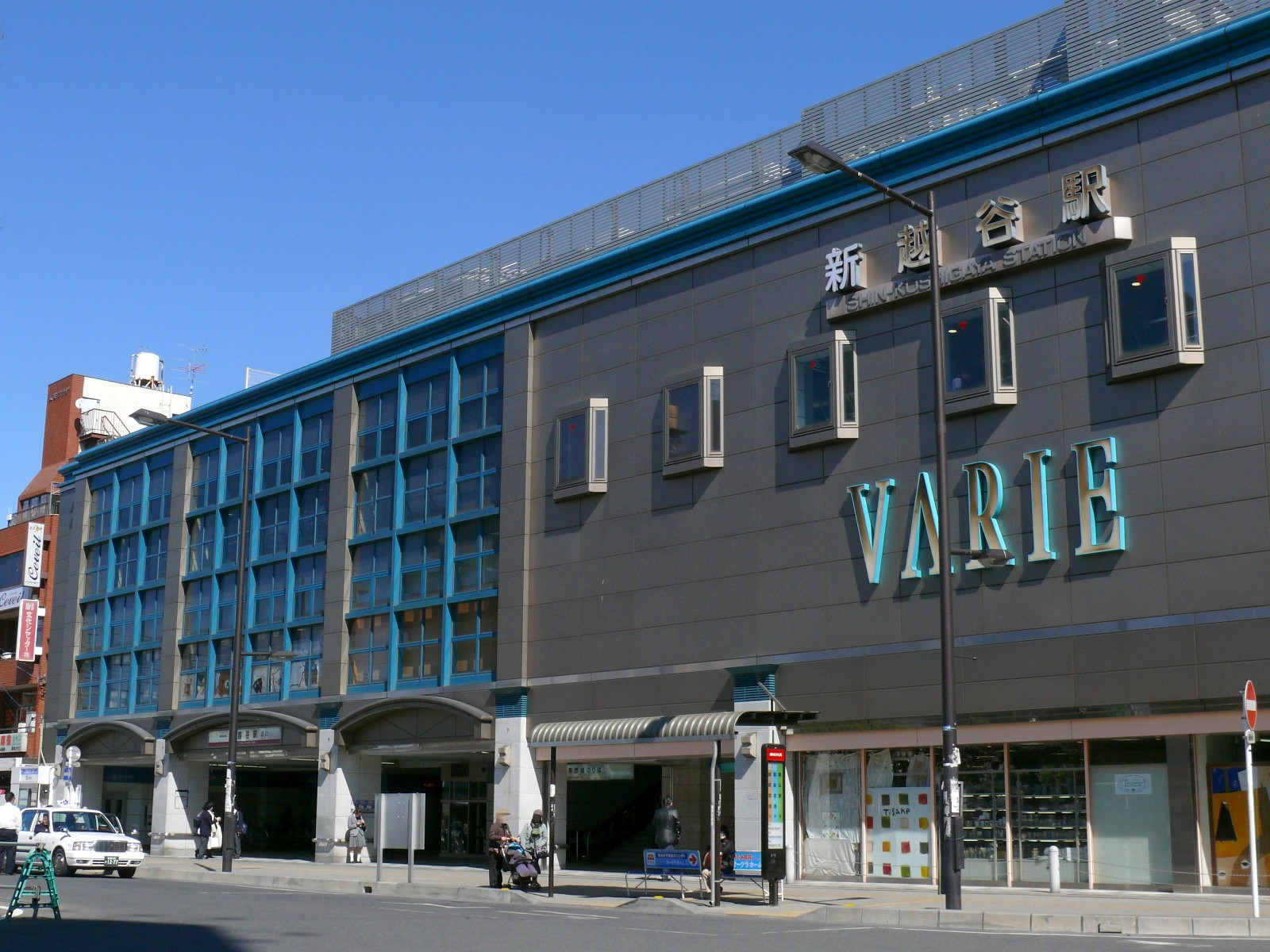
서쪽 출입구
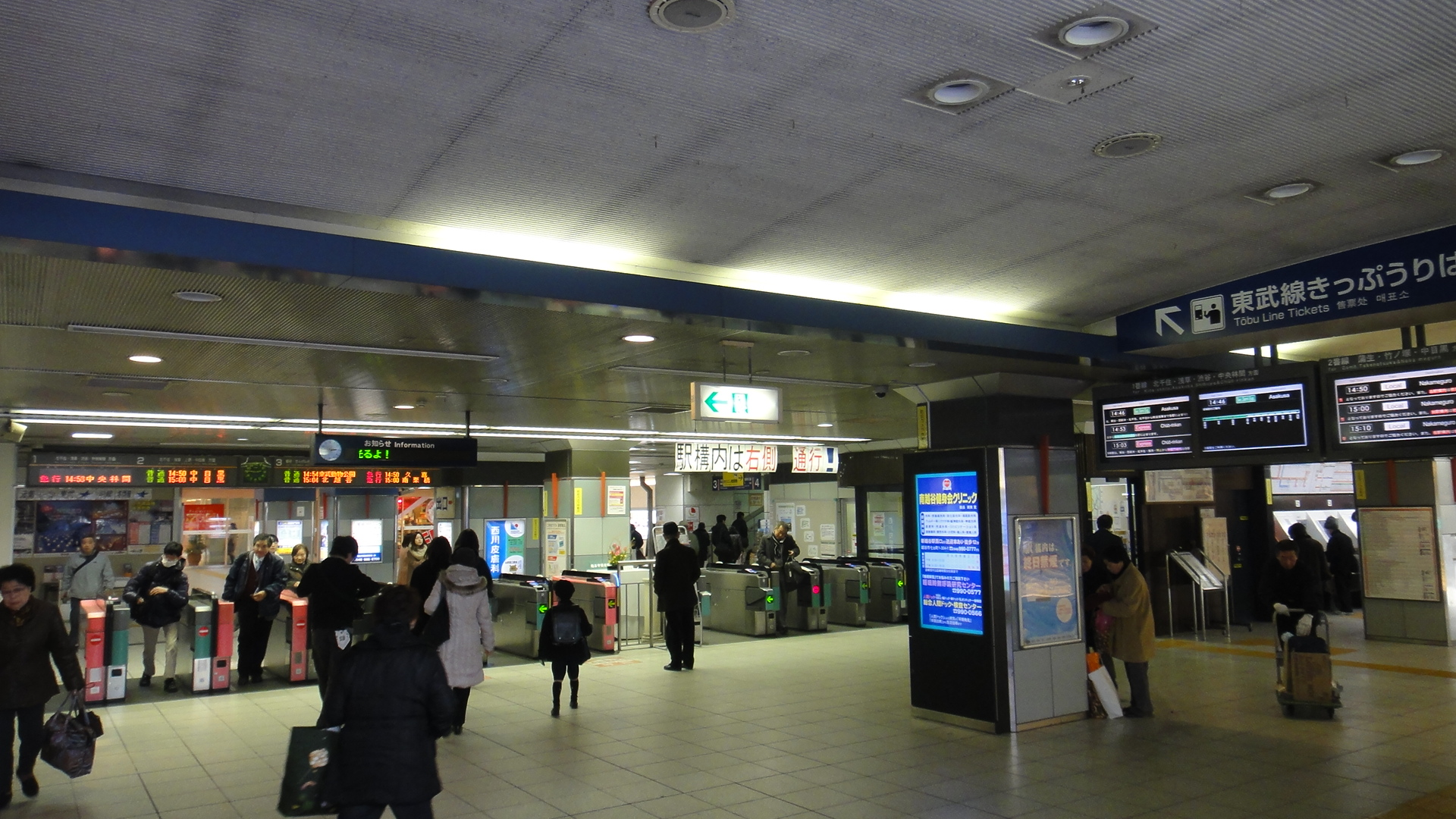
대합실
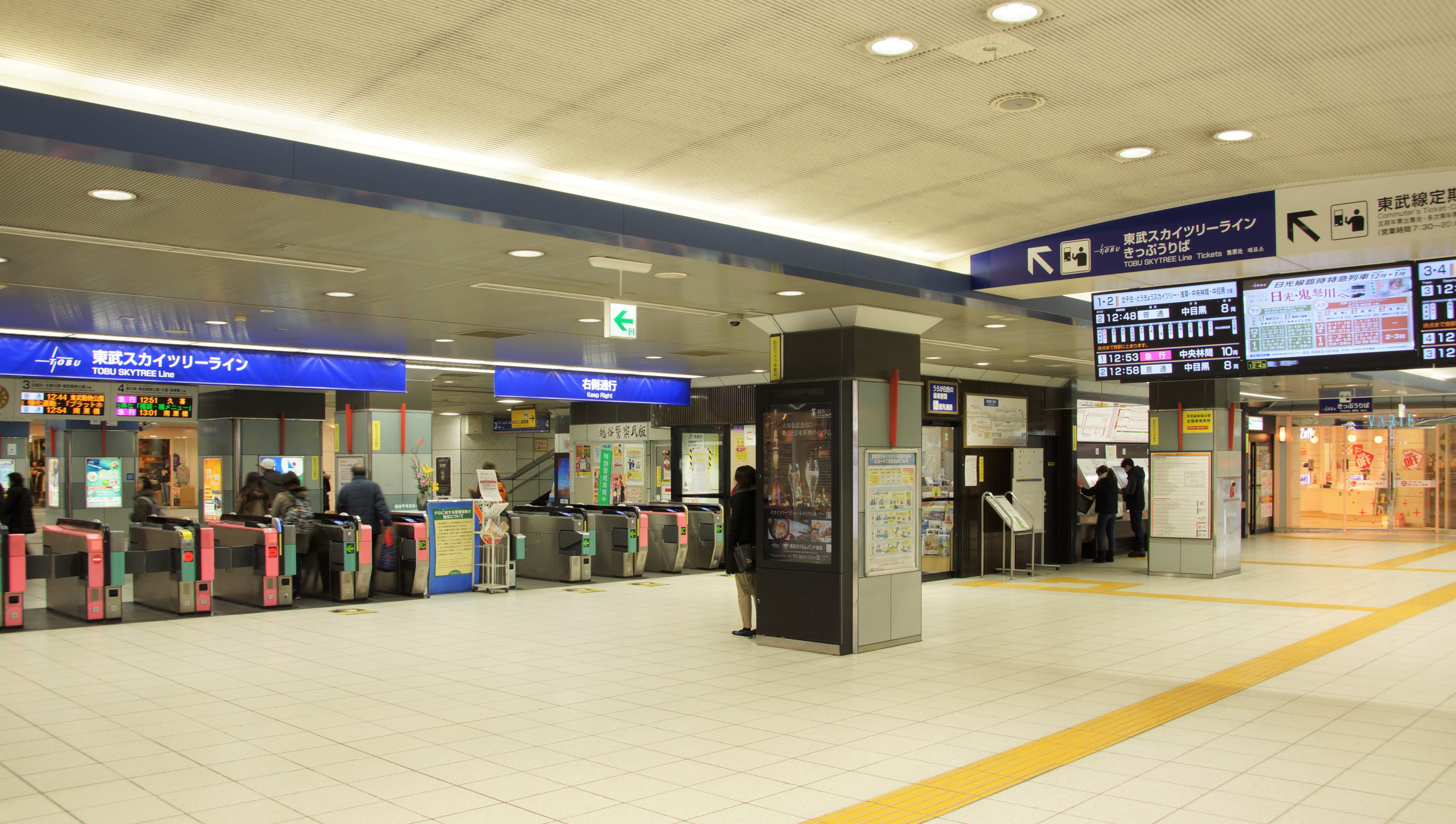
개찰구

## 인접역
| 도부 철도 이세사키 선(도부 스카이트리 라인) | 도부 철도 이세사키 선(도부 스카이트리 라인) | 도부 철도 이세사키 선(도부 스카이트리 라인) |
| ------------------------------------------- | ------------------------------------------- | ------------------------------------------- |
| TS 16 소카 아사쿠사 방면                    | ■ 급행 ■ 구간급행 ■ 준급 ■ 구간준급         | 고시가야 TS 21 도부 도부쓰코엔 방면         |
| TS 19 가모 아사쿠사 방면                    | ■ 보통                                      | 고시가야 TS 21 도부 도부쓰코엔 방면         |